# Renaissance DC
Ne doit pas être confondu avec DC Rebirth.
La Renaissance DC (The New 52) est la recréation de l'univers DC, en septembre 2011, après les événements racontés dans Flashpoint. Ce reboot intervient dans un contexte économique difficile pour DC Comics dont l'univers en constante expansion depuis les années 1930 était devenu trop complexe pour les nouveaux lecteurs, le dernier événement majeur de la compagnie, Final Crisis, nécessitant de comprendre les histoires de plusieurs dizaines de personnages depuis leur création. Le choix de Dan DiDio, Geoff Johns et Jim Lee, s'est donc porté sur une remise à zéro de l'intégralité du canon afin de permettre aux lecteurs d'aborder plus facilement les séries de comic books de la firme.
À la suite du reboot, l'Univers DC tel qu'il existait avant ces événements est transformé. La majeure partie des événements de la Renaissance DC se passent sur Terre-0 par opposition au reste du Multivers DC exploré depuis Terre-II dans les années 1960. Pour marquer ce changement, toutes les séries y compris Action Comics et Detective Comics (904 et 881 volumes respectivement) sont relancées au numéro 1. Au total, il s'agit de 52 séries qui sont éditées tout au long de cette ère éditoriale, ce nombre lui ayant donné le nom anglais de « The New 52 ».

## Historique
En août 2011, la mini-série Flashpoint s'achève avec la victoire de Flash sur le Reverse-Flash mais aussi sur une modification du cours du temps.
L'univers DC est modifié de sorte que certains événements qui faisaient partie de la réalité n'ont jamais eu lieu ou ont des conséquences différentes. L'univers DC, en plus d'être rebooté, se voit fusionné avec les univers de ses filiales Vertigo et Wildstorm. À partir du mois de septembre 2011, 52 comics DC sont relancés au numéro 1.
La Renaissance DC subit des changements éditoriaux tout au long de la période mais le nombre de 52 séries publiées parallèlement reste de 52. En mai 2012, 6 titres sont arrêtés et remplacés par 6 nouveautés. En septembre 2012, ce sont 4 titres qui sont remplacés. Plusieurs vagues de remplacement sont aussi organisées en 2013.

## Publications majeures
L'ère Renaissance DC inclut des événements majeurs pour le Multivers. La Cour des Hiboux de Batman a des répercussions jusque Dark Nights : Metal. L'attaque de Darkseid sur Terre dans Darkseid Wars et l'implication des New Gods sont importantes pour les continuités de Wonder Woman, Hal Jordan et le Green Lantern Corps ; mais surtout pour Superman dont l'histoire tout au long de l'ère Renaissance DC aura des répercussions importantes dans l'ère suivante : DC Rebirth.

## Réception critique
L'ensemble des titres de la Renaissance DC reçoit un accueil critique partagé. Gizmodo considère l'ambition de reboot de l'univers et les diverses expérimentations avec les personnages bien ancrés dans la culture populaire comme ambitieuses mais souligne certains ratés comme l'événement Convergence (en) ou les Teen Titans.